# Parc national de Mudumalai
Le parc national de Mudumalai est une aire protégée située à l'extrémité ouest de l'État du Tamil Nadu, dans le sud de l'Inde. Il est localisé sur les flancs nord et ouest du massif des Nilgiris, dans la chaîne des Ghats occidentaux, et est au cœur de la réserve de biosphère des Nilgiris, un important massif forestier à cheval sur les États du Tamil Nadu, du Kerala et du Karnataka. Le parc est ainsi en réseau avec d'autres parcs nationaux de la région, tels que Nagarhole, Bandipur ou Silent Valley.